# Pfullendorf
Pfullendorf település Németországban, azon belül Baden-Württembergben. Lakosainak száma 13 654 fő (2023. december 31.).

## Népesség
A település népessége az elmúlt években az alábbi módon változott:
| Lakosok száma | 7218 | 8737 | 9727 | 10 462 | 10 486 | 11 975 | 13 190 | 13 183 | 13 034 | 13 654 |
|               | 1961 | 1967 | 1974 | 1980   | 1987   | 1993   | 2000   | 2006   | 2013   | 2023   |